# Woman Soccer Catanzaro
La Woman Soccer Catanzaro è una squadra di calcio a 5 e a 11 femminile di Catanzaro fondata nel 2006 con il nome di  Polisportiva Mater Domini e poi passata al nome attuale nel 2010. Nella prima disciplina partecipa al campionato di Serie A dalla stagione 2013-2014.

## Calcio a 5
Già finalista nella Coppa Italia 2008-2009 e seconda nella B regionale 2011-2012, la squadra ottenne la promozione in A nel 2012-2013, dopo un altro secondo posto in regular season e uno spareggio con l'ASD Mangesa Sport di Augusta. Le calabresi vinsero in trasferta per 4-0 e furono sconfitte in casa per 2-1, ottenendo la promozione in virtù della miglior differenza reti.

## Calcio a 11
Nel calcio a 11 la società è approdata in serie B per ripescaggio nel 2009-2010. Ha vinto la Coppa Calabria 2010-2011, arrivando in finale l'anno successivo. Nel 2011-2012 ha vinto entrambi i tornei regionali, campionato e Coppa Italia, e ha partecipato alla final 16 nazionale, piazzandosi al terzo posto.

## Organico

### Rosa 2013-2014
| N° | Naz.              | Ruolo      | Sportivo               | Anno |  |  |
| -- | ----------------- | ---------- | ---------------------- | ---- |  |  |
|    | Italia (bandiera) | POR        | Alessia Modesto        |      |  |  |
|    | Italia (bandiera) | POR        | Tiziana Liuzzo         |      |  |  |
|    | Italia (bandiera) | POR        | Azzurra Gerace         |      |  |  |
|    | Italia (bandiera) | PIV        | Anna Leone             |      |  |  |
|    | Italia (bandiera) | DIF        | Luigia Puleo           |      |  |  |
|    | Italia (bandiera) | DIF        | Giusi Riccelli         |      |  |  |
|    | Italia (bandiera) | DIF        | Sophie Bagnato         |      |  |  |
|    | Italia (bandiera) | DIF        | Rossella Rotella       |      |  |  |
|    | Italia (bandiera) | DIF        | Natascia Angotti       |      |  |  |
|    | Italia (bandiera) | DIF        | Tiziana Pota           |      |  |  |
|    | Italia (bandiera) | DIF        | Ylenia Scalzo          |      |  |  |
|    | Italia (bandiera) | LAT        | Roberta Moniaci        |      |  |  |
|    | Italia (bandiera) | LAT        | Maria Grazia Mallamace |      |  |  |
|    | Italia (bandiera) | LAT        | Ylenia Veraldi         |      |  |  |
|    | Italia (bandiera) | LAT        | Deborah Scordato       |      |  |  |
|    | Italia (bandiera) | LAT        | Daniela Soluri         |      |  |  |
|    | Italia (bandiera) | LAT        | Vittoria Bernaschino   |      |  |  |
|    | Italia (bandiera) | UNI        | Rossana Caiazza        |      |  |  |
|    | Italia (bandiera) | UNI        | Federica Marino        |      |  |  |
|    | Italia (bandiera) | UNI        | Sarah Borello          |      |  |  |
|    | Italia (bandiera) | Allenatore | Giuseppe Torneo        |      |  |  |

### Staff tecnico
- Allenatore: Giuseppe Torneo
- Ortopedico: Antonio Ammendolia
- Preparatore atletico: Andrea Ferragina
- Massaggiatore: Maurizio Celi